# HyperTransport
HyperTransport (HT), también conocido como Lightning Data Transport (LDT) es una tecnología de comunicaciones bidireccional, que funciona tanto en serie como en paralelo, y que ofrece un gran ancho de banda en conexiones punto a punto de baja latencia. Se publicó el 2 de abril de 2001. Esta tecnología se aplica en la comunicación entre chips de un circuito integrado ofreciendo un enlace (o bus) avanzado de alta velocidad y alto rendimiento; es una conexión universal que está diseñada para reducir el número de buses dentro de un sistema, suministrando un enlace de alto rendimiento a las aplicaciones incorporadas y facilitando sistemas de multiprocesamiento altamente escalables.
El HyperTransport Consortium es quien está llevando a cabo el desarrollo y promoción de la tecnología HyperTransport. 
Esta tecnología es ampliamente usada por las empresas AMD en procesadores x86 y chipsets; PMC-Sierra, Broadcom y Raza Microelectronics en microprocesadores; MIPS, NVIDIA, VIA Technologies y Silicon Integrated Systems en chipsets; HP, Sun Microsystems, IBM y Flextronics en servidores; Cray, Newisys, QLogic y XtremeData en sistemas informáticos de alto rendimiento, y Cisco Systems en routers.

## Descripción
HyperTransport está basada en paquetes. Cada uno de ellos consiste en un conjunto de palabras de 32 bits independientemente del ancho físico de la conexión. La primera palabra de un paquete es siempre una palabra de comando. Si un paquete contiene una dirección los últimos 8 bits de la palabra de comando estarán enlazados con la siguiente palabra de 32 bits para formar una dirección de 40 bits. Además se permite anteponer otra palabra de control de 32 bits cuando se necesite una dirección de 64 bits. Las restantes palabras de 32 bits en un paquete formarán la información útil. Las transferencias, independientemente de su longitud actual, estarán formadas siempre por múltiplos de 32 bits.
Los paquetes de HyperTransport entran en segmentos conocidos como tiempos bit. El número de tiempos bit necesarios depende del ancho de la interconexión. HyperTransport puede usarse para generar mensajes de gestión de sistemas, señales de interrupciones, expedir sondas a dispositivos adyacentes o procesadores y E/S en general y hacer transacciones de datos. Normalmente se pueden usar dos tipos diferentes de comandos de escritura: avisados y no-avisados. Las escrituras avisadas no precisan una respuesta del destino. Son usadas primordialmente para dispositivos con un gran ancho de banda como tráfico a Uniform Memory Access o transferencias de Acceso directo a memoria. Las escrituras no-avisadas precisan una respuesta del tipo "destino hecho". La lectura también pueden provocar que el receptor genere una respuesta.
Soporta conexiones auto-negociadas para determinar la velocidad. Su velocidad de transferencia máxima, utilizando líneas de 32 bits, tiene por cada uno de sus 2 buses un total de 20.8 GB/s (2.6 GHz * (32 bits / 8 )), lo que supone la suma de 41.6 GB/s en ambas direcciones, superando con creces cualquier otro estándar. Se pueden mezclar también enlaces de varios anchos en una sola aplicación (por ejemplo 2x8 en vez de 1x16). Esto permite una velocidad de interconexión mayor entre la memoria principal y la CPU y una menor entre los periféricos que lo precisen. Además esta tecnología tiene mucho menos latencia que otras soluciones.
Existen cuatro versiones de HyperTransport -- 1.x, 2.0, 3.0 y 3.1 -- que puede funcionar desde los 200 MHz hasta 3.2 GHz (mientras el bus PCI corre a 33 o 66 MHz). También soporta tecnología DDR (o Double Data Rate), lo cual permite alcanzar un máximo de 5200 MT/s (2600 MHz hacia cada dirección: entrada y salida) funcionando a su máxima velocidad (2.6 GHz).

## Aplicaciones
El desarrollo de HyperTransport se hizo sobre la base de querer eliminar el Front Side Bus (FSB). No fue hasta la versión 3.0 cuando varios fabricantes de chipsets decidieron utilizar HyperTransport para sustituir el FSB con excelentes resultados. Esta ha sido su implementación más famosa.
También ha dado grandes resultados en otras implantaciones, tales como interconexiones entre microprocesadores MIPS, servidores, sistemas informáticos de alto rendimiento, y en routers y switches.

## Implementaciones
- AMD AMD64 y CPUs basadas en Direct Connect Architecture.
- SiByte CPUs MIPS de Broadcom
- CPUs MIPS de PMC-Sierra RM9000X2
- ht_tunnel del proyecto OpenCores (licencia MPL)
- ATI Radeon Xpress 200 para el procesador AMD
- Chipsets NVIDIA nForce
  - nForce Professional MCPs (Media and Communication Processor)
  - Serie nForce 4
  - Serie nForce 500
  - Serie nForce 600
  - Serie nForce 700
- Controlador de E/S HyperTransport ServerWorks (ahora Broadcom) HT-2000
- El Puente norte del IBM PowerPC G5 CPC925 y CPC945
- Los procesadores multihilo Raza

## HyperTransport e HyperThreading
El uso de las mismas siglas para su denominación (HT) ha llevado a generar confusiones entre el público. No se deben confundir ya que ambas tecnologías son completamente distintas. Muchas veces para referirse al HyperThreading también se utilizan las siglas HTT.

## Especificaciones de frecuencias de HyperTransport
| Versión HyperTransport | Año  | Max. Frecuencia HT | Max. Ancho enlace | Max. Ancho de banda agregado (bidireccional) | Max. Ancho de banda a 16-Bit (unidireccional) | Max. Ancho de banda a 32-Bit (unidireccional)* |
| ---------------------- | ---- | ------------------ | ----------------- | -------------------------------------------- | --------------------------------------------- | ---------------------------------------------- |
| 1.0                    | 2001 | 800 MHz            | 32 Bit            | 12.8 GB/s                                    | 3.2 GB/s                                      | 6.4 GB/s                                       |
| 1.1                    | 2002 | 800 MHz            | 32 Bit            | 12.8 GB/s                                    | 3.2 GB/s                                      | 6.4 GB/s                                       |
| 2.0                    | 2004 | 1.4 GHz            | 32 Bit            | 22.4 GB/s                                    | 5.6 GB/s                                      | 11.2 GB/s                                      |
| 3.0                    | 2006 | 2.6 GHz            | 32 Bit            | 41.6 GB/s                                    | 10.4 GB/s                                     | 20.8 GB/s                                      |
| 3.1                    | 2008 | 3.2 GHz            | 32 Bit            | 51.2 GB/s                                    | 12.8 GB/s                                     | 25.6 GB/s                                      |

- Datos: Q863778
- Multimedia: Hyper Transport / Q863778